# Liste der Staatsoberhäupter 1821
Übersicht
◄◄ | ◄ | 1817 | 1818 | 1819 | 1820 | Liste der Staatsoberhäupter 1821 | 1822 | 1823 | 1824 | 1825 | ► | ►►

Weitere Ereignisse

## Afrika
- Ägypten
  - Vizekönig: Muhammad Ali Pascha (1805–1848)

- Äthiopien
  - Kaiser:
    1. Joas II. (1818–1821)
    2. Gigar (1821–1826, 1830)

- Burundi
  - König: Ntare IV. Rugamba (ca. 1796–ca. 1850)

- Dahomey
  - König: Gézo (1818–1856)

- Marokko (Alawiden-Dynastie)
  - Sultan: Mulai Sulaiman (1792–1822)

- Ruanda
  - König: Mutara II. (1802–1853)

- Tunesien (Husainiden-Dynastie)
  - Sultan: Mahmud Bey (1814–1824)

## Amerika

### Nordamerika
- Mexiko (umstritten bis 27. September)

1. Vizekönig Juan Ruiz de Apodaca (1816–1821)
2. Vizekönig Francisco Novella (1821)
3. Vizekönig Juan O’Donojú (1821)
4. Chef des Regierungsrates: Agustín de Iturbide (1821–1822)

- Vereinigte Staaten von Amerika
  - Staats- und Regierungschef: Präsident James Monroe (1817–1825)

### Mittelamerika
- Haiti (umstritten)
  - Staats- und Regierungschef: Präsident Jean-Pierre Boyer (1818–1843)

### Südamerika
- Brasilien
  - König Johann VI. (1816–1822)
    - Regent Prinz Peter

- Chile
  - Staats- und Regierungschef: Oberster Direktor Bernardo O’Higgins (1817–1823)

- Großkolumbien
  - Staats- und Regierungschef: Präsident Francisco de Paula Santander (1819–1827, 1832–1837)

- Neugranada (umstritten – verbliebener Rest unter spanischer Kontrolle)
  - spanischer Generalkapitän Juan de la Cruz Mourgeon y Achet (1819–1821)

- Paraguay
  - Staats- und Regierungschef: Konsul Gaspar Rodríguez de Francia (1814–1840)

- Vizekönigreich Peru (ab dem 28. Juli: Peru)
  - Staats- und Regierungschef: Protektor José de San Martín (28. Juli 1821–1822)
  - Vizekönig:
    1. Joaquín de la Pezuela (1816–1821)
    2. José de la Serna e Hinojosa (1821–1824)

- Río de la Plata (heute Argentinien)
  - Staats- und Regierungschef: bis 1826 keine Zentralregierung in Funktion, sondern lediglich lokale Juntas oder Caudillos

## Asien
- Abu Dhabi
  - Scheich:
    1. Shakhbut bin Dhiyab (1818–1833)
    2. Tahnun bin Shakhbut (1818–1833)

- Afghanistan
  - König: Ayub Shah (1819–1823)

- China (Qing-Dynastie)
  - Kaiser: Dao Guang (1821–1850)

- Japan
  - Kaiser: Ninkō (1817–1846)
  - Shōgun (Tokugawa): Tokugawa Ienari (1786–1837)

- Korea (Joseon)
  - König: Sunjo (1800–1834)

- Persien (Kadscharen-Dynastie)
  - Schah: Fath Ali (1797–1834)

- Thailand
  - König: Rama II. (1809–1824)

## Australien und Ozeanien
- Hawaii
  - König: Kamehameha II. (Liholiho) (1819–1824)

## Europa
- Andorra
  - Co-Fürsten:
    - König von Frankreich: Ludwig XVIII. (1814–1824)
    - Bischof von Urgell: Bernat Francés y Caballero (1817–1824)

- Dänemark
  - König: Friedrich VI. (1808–1839) (1808–1814 König von Norwegen)

- Deutscher Bund
  - Österreich
    - Kaiser: Franz I. (1804–1835)

  - Preußen
    - König: Friedrich Wilhelm III. (1797–1840)

  - Fürstentum Anhalt-Bernburg
    - Herzog: Alexius Friedrich Christian (1796–1834) bis 1807 Fürst

  - Fürstentum Anhalt-Dessau
    - Herzog: Leopold IV. (1817–1871)

  - Fürstentum Anhalt-Köthen:
    - Herzog: Ferdinand Friedrich (1818–1830)

  - Baden
    - Großherzog: Ludwig I. (1818–1830)
      - Präsident des Staatsministeriums: Wilhelm Freiherr von Berstett (1820–1831)

  - Bayern
    - König: Maximilian I. (1799–1825) (bis 1805 Kurfürst)

  - Braunschweig
    - Herzog: Karl II. (1815–1831)

  - Bremen
    - Bürgermeister: Georg Gröning (1814–1821)
    - Bürgermeister: Christian Hermann Schöne (1817–1821)
    - Bürgermeister: Arnold Dietrich Tidemann (1818–1821)
    - Bürgermeister: Johann Smidt (1821–1857)

  - Frankfurt
    - Älterer Bürgermeister: Johann Büchner (1821)

  - Hamburg
    - Bürgermeister: Wilhelm Amsinck (1802–1811, 1813–1831)
    - Bürgermeister: Johann Arnold Heise (1807–1811, 1813–1834)
    - Bürgermeister: Christian Matthias Schröder (1816–1821)
    - Bürgermeister: Johann Heinrich Bartels (1820–1850)
    - Bürgermeister: Johann Daniel Koch (1821–1829)

  - Hannover (Personalunion mit Großbritannien 1815–1837)
    - König: Georg IV. (1820–1830)

  - Hessen-Darmstadt
    - Großherzog: Ludwig I. (1790–1830) (1790–1806 Landgraf)
      - Präsident des Gesamt-Ministeriums: Karl von Grolman (1821–1829)

  - Hessen-Homburg
    - Landgraf: Friedrich VI. (1820–1829)
      - Dirigierender Geheimer Rat: Johann Philipp von Hert (1820–1827)

  - Hessen-Kassel
    - Kurfürst:
      1. Wilhelm I. (1785–1806) (1815–1821) bis 1803 Landgraf
      2. Wilhelm II. (1821–1847)

  - Hohenzollern-Hechingen
    - Fürst: Friedrich (1810–1838)

  - Hohenzollern-Sigmaringen
    - Fürst: Anton Aloys (1785–1831)

  - Holstein und Lauenburg (Personalunion mit Dänemark 1815–1864)
    - Herzog: Friedrich VI. (1815–1839)

  - Liechtenstein
    - Fürst: Johann I. Josef (1805–1836)

  - Lippe
    - Fürst: Leopold II. (1802–1851)

  - Lübeck
    - Bürgermeister: Johann Caspar Lindenberg,
    - Bürgermeister: Johann Matthaeus Tesdorpf (1806, 1813–1824)
    - Bürgermeister: Christian Adolph Overbeck (1814–25. Januar 1821)
    - Bürgermeister: Stephan Hinrich Behncke
    - Bürgermeister: Christian Heinrich Kindler

  - Luxemburg (Personalunion mit den Niederlanden 1815–1890)
    - Großherzog: Wilhelm I. (1815–1840)

  - Mecklenburg-Schwerin
    - Großherzog: Friedrich Franz I. (1785–1837) (bis 1815 Herzog)
      - Geheimerratspräsident: August Georg Freiherr von Brandenstein (1808–1836)

  - Mecklenburg-Strelitz
    - Großherzog: Georg (1816–1860)
      - Staatsminister: August von Oertzen (1810–1836)

  - Nassau
    - Herzog: Wilhelm (1816–1839)
      - Staatsminister: Ernst Franz Ludwig Marschall von Bieberstein (1806–1834)

  - Oldenburg
    - Großherzog:  Peter Friedrich Wilhelm (1785–1823) (entmündigt unter Vormundschaft; bis 1815 Herzog)
      - Regent: Peter Friedrich Ludwig (1785–1823) (1823–1829 (Groß)herzog von Oldenburg; 1785–1803 Bischof von Lübeck)
        - Staatsminister: Karl Ludwig Friedrich Josef von Brandenstein (1814–1842)

  - Reuß ältere Linie:
    - Fürst: Heinrich XIX. (1817–1836)

  - Reuß-Ebersdorf
    - Fürst: Heinrich LI. (1797–1822) bis 1806 Graf

  - Reuß-Lobenstein
    - Fürst: Heinrich LIV. (1805–1824)

  - Reuß-Schleiz
    - Fürst: Heinrich LXII. (1818–1848)

  - Sachsen
    - König: Friedrich August I. (1763–1827) bis 1806 Kurfürst

  - Sachsen-Coburg-Saalfeld
    - Herzog: Ernst I. (1806–1826)

  - Sachsen-Gotha-Altenburg
    - Herzog: August (1804–1822)

  - Sachsen-Hildburghausen
    - Herzog: Friedrich (1780–1826)

  - Sachsen-Meiningen
    - Herzog: Bernhard II. (1803–1866) unter Vormundschaft
      - Regentin: Louise Eleonore von Hohenlohe-Langenburg (1803–1822)

  - Sachsen-Weimar-Eisenach
    - Großherzog: Carl August (1758–1828) bis 1815 Herzog

  - Schaumburg-Lippe
    - Fürst: Georg Wilhelm (1787–1860) bis 1807 Graf

  - Schwarzburg-Rudolstadt
    - Fürst: Friedrich Günther (1807–1867)

  - Schwarzburg-Sondershausen
    - Fürst: Günther Friedrich Karl I. (1794–1835)

  - Waldeck und Pyrmont
    - Fürst: Georg II. (1813–1845)
      - Regierungspräsident: Carl Rudolf von Preen (1814–1823)

  - Württemberg
    - König: Wilhelm I. (1816–1864)
      - Präsident des Geheimen Rats: Hans Otto von der Lühe (1817–1821)
      - Präsident des Geheimen Rats: Christian Friedrich von Otto (1821–1831)

- Frankreich
  - König: Ludwig XVIII. (1814–1815, 1815–1824)
    - Präsident des Ministerrates: Armand Emmanuel du Plessis, duc de Richelieu (1815–1818, 1820–14. Dezember 1821)
    - Präsident des Ministerrates: Jean-Baptiste de Villèle (14. Dezember 1821–1828)

- Italienische Staaten
  - Kirchenstaat
    - Papst: Pius VII. (1800–1810)  (1815–1823)

  - Lombardo-Venetien (Personalunion mit Österreich 1815–1859/66)
    - König: Franz (1815–1835)

  - Lucca
    - Herzogin: Maria Luisa (1815–1824)

  - Massa und Carrara
    - Herzogin: Maria Beatrice (1790–1829)

  - Modena und Reggio
    - Herzog: Franz IV. (1814–1846)

  - Parma, Piacenza und Guastalla
    - Herzogin: Marie-Louise (1814–1847)

  - San Marino
    - Capitani Reggenti: Camillo Bonelli, Marino Berti (1. Oktober 1820–1. April 1821)
    - Capitani Reggenti: Antonio Onofri, Pier Vincenzo Giannini (1. April 1821–1. Oktober 1821)
    - Capitani Reggenti: Giuliano Malpeli, Pietro Berti (1. Oktober 1821–1822)

  - Sardinien
    - König: Viktor Emanuel I. (1802–1821)
    - König: Karl Felix (1821–1831)

  - Königreich beider Sizilien
    - König: Ferdinand I. (1816–1825)

  - Toskana
    - Großherzog: Ferdinand III. (1790–1801) (1814–1824)

- Krakau
  - Stadtoberhaupt: ?

- Monaco
  - Fürst: Honoré V. (1819–1841)

- Montenegro (bis 1878 unter osmanischer Suzeränität)
  - Fürstbischof (Vladika): Petar I. Petrović-Njegoš (1782–1830)

- Niederlande
  - Herrscher: König Wilhelm I. (1815–1840)

- Osmanisches Reich
  - Sultan: Mahmud II. (1808–1839)

- Portugal
  - König: Johann VI. (1816–1826) (1792–1816 Regent von Portugal, 1815–1816 Regent von Brasilien, 1816–1822 König von Brasilien)

- Russland
  - Kaiser: Alexander I. (1801–1825)

- Schweden
  - König: Karl XIV. Johann (1818–1844) (1818–1844 König von Norwegen)

- Serbien (bis 1878 unter osmanischer Suzeränität)
  - Fürst: Miloš Obrenović (1817–1839, 1858–1860)

- Spanien
  - König: Ferdinand VII. (1808, 1813–1833)

- Ungarn
  - König: Franz I. (1792–1835) (1792–1806 Kaiser, 1792–1835 König von Böhmen, 1815–1835 König von Lombardo-Venetien, 1792–1797 und 1799–1800 Herzog von Mailand, 1792–1804 Erzherzog von Österreich, 1804–1835 Kaiser von Österreich)

- Vereinigtes Königreich
  - Staatsoberhaupt: König Georg IV. (29. Januar 1820–1830) (1811–1820 Regent, 1820–1830 König von Hannover)
  - Regierungschef: Premierminister Robert Jenkinson, 2. Earl of Liverpool (1812–1827)

- Walachei (unter osmanischer Oberherrschaft)
  - Fürst: Alexandru Sutu (1802, 1806, 1818–1821) (1801–1802 Fürst der Moldau)
  - Fürst: Scarlat Callimachi (1821) (1806, 1812–1819 Fürst der Moldau)
  - türkische Militärverwaltung (1821–1822)